# Miss Maranhão
Miss Maranhão é um concurso de beleza feminino realizado anualmente no Estado do Maranhão. Tem como objetivo, selecionar a melhor representante maranhense na disputa de Miss Brasil, único caminho para o Miss Universo. O atual responsável pela coordenação e seleção é o produtor de eventos gaúcho, Dominique Silva, da Minimal Models. O mais perto que o Estado já chegou do título nacional foram em duas ocasiões: em 1997 com Mical Pachêco e em 2016 com Deise D'anne, ambas pararam em terceiro lugar em suas respectivas disputas.

## Histórico

### Resumo de classificações
Abaixo a performance das maranhenses no Miss Brasil:
| Posição       | Performance |
| ------------- | ----------- |
| Vencedora     |             |
| 2º. Lugar     |             |
| 3º. Lugar     | 2           |
| 4º. Lugar     |             |
| 5º. Lugar     |             |
| Finalista     |             |
| Semifinalista | 6           |
| Total         | 8           |

### Coordenações
Já estiveram a frente da coordenação do concurso:
- 1977 a 1980: Maria Inês Saboya (Colunista Social); [1]

- 1981 a 1999: Flor de Lys Félix (Colunista Social); [2]

- 2000 a 2006: Orquídea Santos (Colunista Social); [3]

- 2007 a 2019: Márcio Prado (Fotógrafo);

- 2020 a 2021: Organização Miss Universo Brasil (Marthina Brandt);

- desde 2022: Dominique Silva (Produtor de Eventos da Minimal Models);

### Edições
- Miss Maranhão 2013

- Miss Maranhão 2014

- Miss Maranhão 2015

- Miss Maranhão 2016

- Miss Maranhão 2017

## Vencedoras
- Tornou-se Miss Brasil.
- A Miss Maranhão renunciou ao título estadual.

| Ano  | Participação                                            | Vencedoras                                              | Representação                                           | Colocação                                               | Ref.   |
| ---- | ------------------------------------------------------- | ------------------------------------------------------- | ------------------------------------------------------- | ------------------------------------------------------- | ------ |
| 2025 | 67ª                                                     | Nagiely Almeida dos Santos                              | Buriticupu                                              |                                                         | [ 4 ]  |
| 2024 | 66ª                                                     | Ane Caroline de Souza Diniz                             | Caxias                                                  |                                                         | [ 5 ]  |
| 2023 | 65ª                                                     | Lorena Caroline Maia e Silva                            | São Luís                                                |                                                         | [ 6 ]  |
| 2022 | 64ª                                                     | Natália Seipel Nikolić                                  | São José de Ribamar                                     | Semifinalista (Top 10)                                  | [ 7 ]  |
| 2021 | 63ª                                                     | Juliana da Costa Santos                                 | Presidente Dutra                                        |                                                         | [ 8 ]  |
| 2020 | A Miss Brasil foi indicada, portanto não houve disputa. | A Miss Brasil foi indicada, portanto não houve disputa. | A Miss Brasil foi indicada, portanto não houve disputa. | A Miss Brasil foi indicada, portanto não houve disputa. | [ 9 ]  |
| 2019 | 62ª                                                     | Anna Carolina Sousa                                     | Itapecuru-Mirim                                         |                                                         | [ 10 ] |
| 2018 | 61ª                                                     | Lorena da Silva Bessani                                 | Barreirinhas                                            |                                                         | [ 11 ] |
| 2017 | 60ª                                                     | Ana Beatriz Nazareno                                    | Mata Roma                                               | Semifinalista (Top 10)                                  | [ 12 ] |
| 2016 | 59ª                                                     | Deise D'anne de Sousa                                   | Santo Amaro do Maranhão                                 | 3º. Lugar                                               | [ 13 ] |
| 2015 | 58ª                                                     | Isadora Amorim Tobias                                   | Imperatriz                                              | Semifinalista (Top 10)                                  | [ 14 ] |
| 2014 | 57ª                                                     | Larissa Pires de Faria                                  | Balsas                                                  | Semifinalista (Top 10)                                  | [ 15 ] |
| 2013 | 56ª                                                     | Ingrid Gonçalves                                        | Caxias                                                  |                                                         | [ 16 ] |
| 2012 | 55ª                                                     | Juliana Cavalcante                                      | São Luís                                                |                                                         | [ 17 ] |
| 2011 | 54ª                                                     | Nayanne Silva Ferres                                    | São Luís                                                |                                                         | [ 18 ] |
| 2010 | 53ª                                                     | Camila da Silva Ribeiro                                 | São Luís                                                |                                                         | [ 19 ] |
| 2009 | 52ª                                                     | Thaís dos Santos Portela                                | São Luís                                                |                                                         | [ 20 ] |
| 2009 |                                                         | Louisse Freire da Silva                                 | Imperatriz                                              | Destituída. Não competiu.                               | [ 21 ] |
| 2008 | 51ª                                                     | Roberta Ribeiro Tavares                                 | São Luís                                                | Semifinalista (Top 15)                                  | [ 22 ] |
| 2007 | 50ª                                                     | Maiara Rose Cunha Bentivi                               | São Luís                                                |                                                         | [ 23 ] |
| 2006 | 49ª                                                     | Aislanny Silva de Medeiros                              | São Luís                                                |                                                         | [ 24 ] |
| 2005 | 48ª                                                     | Telécia Silva Neves de Souza                            | São Luís                                                |                                                         | [ 25 ] |
| 2004 | 47ª                                                     | Lara Polyane Furtado Cunha                              | Chapadinha                                              |                                                         | [ 26 ] |
| 2003 | 46ª                                                     | Kátia Corrêa de Oliveira                                | —                                                       |                                                         | —      |
| 2002 | 45ª                                                     | Regiane Farah Borralho                                  | —                                                       |                                                         | —      |
| 2001 | 44ª                                                     | Zoraide Campos                                          | —                                                       |                                                         | —      |
| 2000 | 43ª                                                     | Sabrina de Freitas Teixeira                             | —                                                       |                                                         | —      |
| 1999 | 42ª                                                     | Amélia Cristina Araújo Ferreira                         | —                                                       |                                                         | —      |
| 1998 | 41ª                                                     | Adriana Limeira dos Santos                              | —                                                       |                                                         | —      |
| 1997 | 40ª                                                     | Mical Pinheiro Pacheco                                  | —                                                       | 3º. Lugar                                               | —      |
| 1996 | 39ª                                                     | Carla Diniz                                             | —                                                       |                                                         | —      |
| 1995 | 38ª                                                     | Catiúscia Rodrigues                                     | —                                                       |                                                         | —      |
| 1994 | 37ª                                                     | Taís Priscila Rodrigues                                 | —                                                       |                                                         | —      |
| 1993 | A Miss Brasil foi indicada, portanto não houve disputa. | A Miss Brasil foi indicada, portanto não houve disputa. | A Miss Brasil foi indicada, portanto não houve disputa. | A Miss Brasil foi indicada, portanto não houve disputa. | —      |
| 1992 | 36ª                                                     | Virna Maria Fecury Zenni                                | São Luís                                                |                                                         | —      |
| 1991 | O Estado não enviou candidata ao Miss Brasil 1991.      | O Estado não enviou candidata ao Miss Brasil 1991.      | O Estado não enviou candidata ao Miss Brasil 1991.      | O Estado não enviou candidata ao Miss Brasil 1991.      | —      |
| 1990 | Não houve disputa nacional de Miss Brasil em 1990.      | Não houve disputa nacional de Miss Brasil em 1990.      | Não houve disputa nacional de Miss Brasil em 1990.      | Não houve disputa nacional de Miss Brasil em 1990.      | —      |
| 1989 | 35ª                                                     | Cíntia Itapary Albuquerque                              | Barra do Corda                                          |                                                         | —      |
| 1988 | 34ª                                                     | Alessandra Cunha Lima                                   | Imperatriz                                              |                                                         | —      |
| 1987 | 33ª                                                     | Viviana Vitória Teixeira                                | São Luís                                                |                                                         | —      |
| 1986 | 32ª                                                     | Roberta Marão Félix                                     | São Luís                                                |                                                         | —      |
| 1985 | 31ª                                                     | Thatiana Soares Rodrigues                               | São Luís                                                | Semifinalista (Top 12)                                  | —      |
| 1984 | 30ª                                                     | Edna Pereira Mazoro                                     | Grêmio Recreativo Lítero Português                      |                                                         | —      |
| 1983 | 29ª                                                     | Silvia Leão Fiquene Couto                               | Grêmio Recreativo Lítero Português                      |                                                         | —      |
| 1982 | 28ª                                                     | Marly Bezerra de Carvalho                               | Grêmio Recreativo Lítero Português                      |                                                         | —      |
| 1981 | 27ª                                                     | Flávia Geórgia Ericeia Pereira                          | Clube Recreativo Jaguarema                              |                                                         | —      |
| 1980 | 26ª                                                     | Rosicleuda Carvalho                                     | Bacabal                                                 |                                                         | —      |
| 1979 | 25ª                                                     | Marilene Gomes Borges                                   | Açailândia                                              |                                                         | —      |
| 1978 | 24ª                                                     | Nazaré Bezerra Carvalho                                 | Grêmio Recreativo Lítero Português                      |                                                         | —      |
| 1977 | 23ª                                                     | Tereza Francisca Barros Torres                          | Caxias                                                  |                                                         | —      |
| 1976 | 22ª                                                     | Ana Teresa Rodrigues de Abreu                           | Grêmio Recreativo Lítero Português                      |                                                         | —      |
| 1975 | 21ª                                                     | Themis Quintanilha Gerudes                              | Grêmio Recreativo Lítero Português                      |                                                         | —      |
| 1974 | 20ª                                                     | Miracy de Jesus Andrade                                 | São Luís                                                |                                                         | —      |
| 1973 | 19ª                                                     | Ana Maria Freire de Souza                               | Casino Maranhense                                       |                                                         | —      |
| 1972 | 18ª                                                     | Fátima Eliane da Silva                                  | Imperatriz                                              |                                                         | —      |
| 1971 | 17ª                                                     | Maria do Socorro Ribeiro Pinto                          | APLUB Sociedade Feminina Sírio-Libanesa                 |                                                         | —      |
| 1970 | 16ª                                                     | Mulad Alves Garrido                                     | Casino Maranhense                                       |                                                         | —      |
| 1969 | 15ª                                                     | Rosa Maria Tavares da Costa                             | Casino Maranhense                                       |                                                         | —      |
| 1968 | 14ª                                                     | Vilma das Graças Castro Sales                           | Programa de Rádio Educadora em Sociedade                |                                                         | —      |
| 1967 | 13ª                                                     | Rosimar Silva Guimarães                                 | Grêmio Recreativo Lítero Português                      |                                                         | —      |
| 1966 | 12ª                                                     | Sandra Mara de Arruda Tavares                           | Jornal Pequeno                                          |                                                         | —      |
| 1965 | 11ª                                                     | Sônia Maria Malta Mendes                                | Clube Bancrévea                                         |                                                         | —      |
| 1964 | 10ª                                                     | Maria Tereza Boblitz                                    | Centro de Veraneio Alvorada                             |                                                         | —      |
| 1963 | 9ª                                                      | Ester Ewerton Santos                                    | Casino Maranhense                                       |                                                         | —      |
| 1962 | 8ª                                                      | Maria Augusta Aguiar Salmen                             | Casino Maranhense                                       |                                                         | —      |
| 1961 | 7ª                                                      | Sônia Maria de Souza Duailibe                           | Grêmio Recreativo Lítero Português                      |                                                         | —      |
| 1960 | 6ª                                                      | Merle Aguiar Salmen                                     | Grêmio Recreativo Lítero Português                      |                                                         | —      |
| 1959 | 5ª                                                      | Lenita da Conceição Gomes                               | Casino Maranhense                                       |                                                         | —      |
| 1958 | 4ª                                                      | Ida do Brasil Valente                                   | UMES - União dos Estudantes Secundaristas               |                                                         | —      |
| 1958 |                                                         | Maria Alice Serra de Castro                             | Grêmio Lítero Recreativo Português                      | Não competiu: Menor de idade.                           | —      |
| 1957 | 3ª                                                      | Malvina Maria de Melo e Alvim                           | Associação Espírita Milionários                         |                                                         | —      |
| 1956 | 2ª                                                      | Maria Alice Castelo Cordeiro                            | Caxias                                                  |                                                         | —      |
| 1955 | 1ª                                                      | Simei Ribeiro Bílio                                     | Casino Maranhense                                       |                                                         | —      |

## Informações sobre as representantes
- Simei Bílio (1955) morava no Rio de Janeiro onde cursava Educação Física. Voltou ao Maranhão para disputar o título. Foi homenageada pelos 50 anos de reinado no Miss Maranhão 2005.

- No Rio de Janeiro, Malvina Martins (1957) tornou-se muito popular entre as candidatas. A revista "O Mundo Ilustrado" diz de Malvina: "moça sempre alegre e disposta a colaborar com as outras".

- Ida Valente (1958) assumiu o título porque que a vencedora, Miss Grêmio Lítero Rereativo Português (Maria Alice Serra de Castro) foi destituída por ser menor de idade, tinha 17 anos.

- Maria Augusta Salmen (1962) é irmã da Miss Maranhão 1960 Merle Aguiar Salmen. Maria Augusta faleceu em um acidente automobilístico.

- Segundo a revista "Manchete" nº 585 de 06/07/1963 o "traje típico mais imponente (oito quilos) foi o de Miss Maranhão (Esther Ewerton), inspirado no folclore de sua terra: a festa do bumba-meu-boi".

- Maria Tereza Boblitz (1964) foi candidata a Miss Ceará 1964, representando o América Esporte Clube. A jornalista maranhense Genú Moraes conta que não havia candidata maranhense em 1964 e que foi então convidada Maria Tereza Boblitz, que havia ficado em segundo lugar no Miss Ceará 1964. No livro "Momentos Inesquecíveis", de Stênio Azevedo e Geraldo Nobre, não consta a colocação de Tereza no Miss Ceará daquele ano. A revista "O Cruzeiro" fala o seguinte de Maria Tereza: "O seu traje típico (Boi Bumba) é peça do Museu de São Luís. Teve de devolvê-lo 48 horas após a eleição, sob pena de multa de um milhão de cruzeiros".

- Sônia Mendes (1965) nasceu em Pernambuco e foi convidada pelo Bancrévea para concorrer ao título. Deixou em segundo a representante do Centro de Veraneio Alvorada, Rosimar Guimarães que dois anos depois, em 1967, ganharia o título de Miss Maranhão, desta vez representando o Grêmio Lítero Recreativo Português.

- Sandra Mara Tavares (1966) nasceu em Fortaleza, no Ceará. Foi convidada pela colunista Flor de Lys Fialho Félix do "Jornal Pequeno" para competir no concurso.

- Antes de vencer, Maria do Socorro Pinto (1971) foi candidata a Miss Piauí 1967, onde representou a cidade de Teresina, apesar de nascida em Luzilândia.

- Fátima Eliane (1972) havia ficado em terceiro lugar um ano antes, representando Imperatriz. Disputou o ano seguinte e venceu pelo Clube Juçara, também de Imperatriz.

- Miracy de Jesus (1974) foi a primeira negra a ostentar a faixa estadual. Ela não foi eleita por concurso, foi indicada no dia 24 de maio de 1974, em São Luís.

- Edna Mazoro (1984) antes de vencer o concurso, apresentou o certame um ano antes, o de Miss Maranhão 1983.

- Roberta Marão (1986) foi Miss Funcionária Pública do Maranhão e do Brasil 1985.

- Alessandra Cunha (1988) é irmã da famosa Ariadne Coelho, a "Rainha das Quentinhas",[27] e faleceu de embolia pulmonar em uma cirurgia de varizes.

- Virna Fecury (1992) é filha do ex-Prefeito de São Luís Mauro Fecury e Maria Fecury, que foram jurados no Miss Maranhão 1984.

- Amélia Ferreira (1999) foi a segunda negra a representar o Maranhão no Miss Brasil. Formou-se em Jornalismo pela UFMA e seguiu a carreira na TV, trabalhando em emissoras como TVE e TVN.

- A Miss Piauí 2010, Lanna Camilla Alves Lopes tentou ser Miss Maranhão 2013 representando Buriticupu, mas parou entre as sete finalistas.

- Ana Beatriz Nazareno (2017) tentou se reeleger uma segunda vez, mas parou em segundo lugar no Miss Maranhão 2023 representando Balsas.

- Natália Seipel Nikolić (2022) nasceu em Goiânia e mudou-se para São José de Ribamar para completar seus estudos. Seu pai é da Sérvia e sua mãe do Rio de Janeiro.

- Lorena Caroline Maia e Silva (2023) é nascida em Sete Lagoas, Minas Gerais e reside no Maranhão. É a primeira candidata do Estado a ser mãe, ela tem uma menina chamada Maria Luiza de 7 anos.